# Marc Camoletti
Marc Camoletti (Genève, 16 november 1923 - Deauville, 18 juli 2003) was een Franse toneelschrijver. Hij is vooral bekend door het schrijven van het stuk Boeing Boeing. Hoewel hij in Zwitserland geboren is, kent zijn familie Italiaanse wortels.

## Carrière
Zijn theatercarrière begint in 1958, wanneer drie van zijn stukken tegelijk worden vertoond in Parijs. Het eerste stuk, La Bonne Anna, beleefde 1300 voorstellingen en toerde de wereld rond. Boeing Boeing was een nog groter succes en werd zijn "handtekening". De originele Engelse productie beleefde gaf zeven jaar lang voorstellingen op West End. Ook zijn volgende stuk, Don't Dress for Dinner stond zeven jaar op West End, maar kon Boeing Boeing niet evenaren. Camoletti's stukken zijn in meer dan 55 landen vertoond. Alleen al in Parijs zijn zijn stukken 20.000 maal opgevoerd. 
Camoletti was lid van de Société Nationale des Beaux Arts en werd benoemd in het Legioen van Eer, een van Frankrijks hoogste onderscheidingen. 
- Bibliothèque nationale de France: cb12760699f (data)
- Gemeinsame Normdatei: 121125343
- International Standard Name Identifier: 0000 0000 8243 2528
- Library of Congress Control Number: n80109598
- Nationale Bibliotheek van Letland: 000302673
- Nationale Bibliotheek van Tsjechië: xx0167304
- Nationale Bibliotheek van Israël: 987007415264205171
- Nederlandse Thesaurus van Auteursnamen: 068821336
- Istituto Centrale per il Catalogo Unico: UBOV705252
- SNAC: w6db91cr
- Système universitaire de documentation: 050131346
- Virtual International Authority File: 59210384
- WorldCat: E39PBJrwP7P9X4td8hrFBMYdcP